# Copa del Rey 2006/07
Die Copa del Rey 2006/07 war die 103. Austragung des spanischen Fußballpokals.
Der Wettbewerb startete am 30. August 2006 und endete mit dem Finale am 23. Juni 2007 im Estadio Santiago Bernabéu (Madrid). Titelverteidiger des Pokalwettbewerbs war Espanyol Barcelona. Den Titel gewann der FC Sevilla durch einen 1:0-Erfolg im Finale gegen den FC Getafe. Für die Andalusier war es der erste Pokalsieg seit 1948.

## Modus
siehe Copa del Rey.
Die Copa del Rey wird in Runden ausgespielt. Gespielt wird in den ersten drei Runden nur in einem Spiel – bei Unentschieden wird mit Verlängerung, ggf. Elfmeterschießen eine Entscheidung gesucht. Ab der Runde der letzten 32 werden die Duelle in Hin- und Rückspiel ausgetragen. In der Copa del Rey gelten die gleichen Regeln wie bei europäischen Clubwettbewerben: Auswärtstore zählen mehr als Heimtore. Das Finale wird in einem Spiel ausgetragen, der Sieger bei Unentschieden durch Verlängerung bzw. Elfmeterschießen gesucht.
Einige Mannschaften sind von bestimmten Runden freigestellt:
- In der zweiten Hauptrunde stoßen die Mannschaften der Segunda División zu den Clubs der Segunda División B und Tercera División hinzu.
- In der dritten Hauptrunde spielen diese Teams die Gegner der Erstligisten aus.
- In der Runde der letzten 32 kommen die Mannschaften der Primera División hinzu.
- In der Copa del Rey wird u. a. mit Freilosen in den ersten Runden gearbeitet, um auf eine gerade Anzahl an Teilnehmern zu kommen.

## Erste Hauptrunde
Zur ersten Hauptrunde des Wettbewerbes waren 43 Mannschaften, die in der Saison 2006/07 in der Segunda División B und der Tercera División spielten, qualifiziert. Es wurden 18 Paarungen ausgelost und sieben Freilose vergeben. Dabei wurden auch die Paarungen für die zweite Hauptrunde bestimmt.
Die Spiele wurden am 30. August 2006 ausgetragen.
|                        | Ergebnis        |                           |
| ---------------------- | --------------- | ------------------------- |
| CD Lugo                | 2:0             | Gimnástica de Torrelavega |
| SCR Peña Deportiva     | 2:1             | CD Eldense                |
| FC Alicante            | 0:1             | UE Lleida                 |
| FC Badalona            | 2:0             | FC Villajoyosa            |
| FC Benidorm            | 1:0             | UDA Gramenet              |
| FC Girona              | 0:4             | FC Orihuela               |
| FC Granada             | 1:2             | RC Portuense              |
| Sestao River Club      | 0:1             | FC Burgos                 |
| SD Eibar               | 2:1             | Real Oviedo               |
| Rayo Vallecano         | 4:1             | FC Pontevedra             |
| Universidad Las Palmas | 0:0 (4:3 i. E.) | UD Fuerteventura          |
| UD Puertollano         | 4:1 n. V.       | AD Parla                  |
| Gimnástica Segoviana   | 2:0             | Universidad de Oviedo     |
| Real Unión             | 3:2             | AD Fundación Logroñés     |
| FC Peña Sport          | 2:1             | UE Sant Andreu            |
| UD Barbastro           | 0:0 (5:3 i. E.) | FC Terrassa               |
| CD Linares             | 2:1             | FC Córdoba                |
| Écija Balompié         | 2:1             | FC Villanovense           |

## Zweite Hauptrunde
In der zweiten Hauptrunde traten die Mannschaften aus der Segunda División dem Wettbewerb bei.
Die Spiele wurden am 20. September 2006 ausgetragen.
|                        | Ergebnis        |                     |
| ---------------------- | --------------- | ------------------- |
| SD Eibar               | 1:0             | Águilas CF          |
| Universidad Las Palmas | 1:0             | SCR Peña Deportiva  |
| CD Lugo                | 0:0 (0:3 i. E.) | Rayo Vallecano      |
| CD Alcoyano            | 2:1             | FC Benidorm         |
| FC Badalona            | 3:0             | Racing de Ferrol    |
| CD Badajoz             | 1:5             | CD Linares          |
| FC Burgos              | 3:2             | FC Orihuela         |
| FC Peña Sport          | 2:0             | UD Barbastro        |
| Écija Balompié         | 3:0             | Real Unión          |
| CD Puertollano         | 0:0 (4:3 i. E.) | UE Lleida           |
| Gimnástica Segoviana   | 3:1             | FC Cartagena        |
| RC Portuense           | 2:0             | CF Fuenlabrada      |
| FC Elche               | 1:0             | SD Ponferradina     |
| Lorca Deportiva        | 0:1             | Real Valladolid     |
| Deportivo Xerez        | 3:0             | Albacete Balompié   |
| UD Vecindario          | 0:1             | Hércules Alicante   |
| CD Numancia            | 1:1 (2:4 i. E.) | Polideportivo Ejido |
| UD Salamanca           | 0:1             | UD Almería          |
| Real Murcia            | 0:1             | UD Las Palmas       |
| FC Cádiz               | 3:2             | Sporting Gijón      |
| CD Teneriffa           | 1:2             | Deportivo Alavés    |
| FC Málaga              | 2:1             | Ciudad de Murcia    |

## Dritte Hauptrunde
Die Spiele wurden am 4. Oktober 2006 ausgetragen.
|                     | Ergebnis        |                        |
| ------------------- | --------------- | ---------------------- |
| Écija Balompié      | 0:0 (5:4 i. E.) | SD Eibar               |
| FC Badalona         | 1:1 (7:6 i. E.) | Universidad Las Palmas |
| Rayo Vallecano      | 0:0 (5:4 i. E.) | CD Puertollano         |
| FC Elche            | 0:1             | Real Valladolid        |
| FC Burgos           | 2:2 (5:6 i. E.) | Gimnástica Segoviana   |
| Hércules Alicante   | 2:0             | UD Las Palmas          |
| UD Almería          | 0:0 (4:5 i. E.) | FC Málaga              |
| Polideportivo Ejido | 1:1 (4:5 i. E.) | Deportivo Alavés       |
| CD Castellón        | 1:0             | FC Cádiz               |
| FC Peña Sport       | 2:0             | CD Alcoyano            |
| RC Portuense        | 1:0 n. V.       | CD Linares             |

## Runde der letzten 32
In der Runde der letzten 32 stießen zu den elf Siegern aus den Partien der dritten Hauptrunde die Teams aus der Primera División.
Die Hinspiele wurden am 24. Oktober, die Rückspiele am 7. und 8. November 2006 ausgetragen. Es galt die Auswärtstorregel.
|                      | Gesamt          |                        | Hinspiel | Rückspiel |
| -------------------- | --------------- | ---------------------- | -------- | --------- |
| Athletic Bilbao      | 2:3             | RCD Mallorca           | 1:1      | 1:2 n. V. |
| Deportivo La Coruña  | 1:1 (3:1 i. E.) | Racing Santander       | 1:0      | 0:1       |
| Real Valladolid      | 4:1             | Gimnàstic de Tarragona | 1:0      | 3:1       |
| CD Castellón         | 0:4             | FC Villarreal          | 0:2      | 0:2       |
| Espanyol Barcelona   | 1:2             | Rayo Vallecano         | 1:1      | 0:1       |
| Gimnástica Segoviana | 0:4             | FC Sevilla             | 0:1      | 0:3       |
| Recreativo Huelva    | 0:2             | Betis Sevilla          | 0:0      | 0:2       |
| Écija Balompié       | 2:6             | Real Madrid            | 1:1      | 1:5       |
| Deportivo Alavés     | 1:0             | Celta Vigo             | 0:0      | 1:0       |
| FC Badalona          | 1:6             | FC Barcelona           | 1:2      | 0:4       |
| FC Málaga            | 5:3             | Real Sociedad          | 4:1      | 1:2       |
| Hércules Alicante    | 1:3             | Real Saragossa         | 1:1      | 0:2       |
| Deportivo Xerez      | 2:3             | FC Getafe              | 0:2      | 2:1       |
| RC Portuense         | 1:4             | FC Valencia            | 1:2      | 0:2       |
| FC Peña Sport        | 0:4             | CA Osasuna             | 0:0      | 0:4       |
| Atlético Madrid      | 1:1 (4:2 i. E.) | UD Levante             | 0:1      | 1:0       |

## Achtelfinale
Die Hinspiele wurden am 10. Januar, die Rückspiele am 17. Januar 2007 ausgetragen. Es galt die Auswärtstorregel.
|                  | Gesamt    |                     | Hinspiel | Rückspiel |
| ---------------- | --------- | ------------------- | -------- | --------- |
| RCD Mallorca     | 2:3       | Deportivo La Coruña | 1:2      | 1:1       |
| Real Valladolid  | 3:1       | FC Villarreal       | 2:1      | 1:0       |
| Rayo Vallecano   | 1:3       | FC Sevilla          | 0:0      | 1:3       |
| Betis Sevilla    | (a)1:1(a) | Real Madrid         | 0:0      | 1:1       |
| Deportivo Alavés | 2:5       | FC Barcelona        | 0:2      | 2:3       |
| FC Málaga        | 1:3       | Real Saragossa      | 0:3      | 1:0       |
| FC Getafe        | 5:3       | FC Valencia         | 1:1      | 4:2       |
| Atlético Madrid  | 1:3       | CA Osasuna          | 1:1      | 0:2       |

## Viertelfinale
Die Hinspiele wurden am 31. Januar, die Rückspiele am 28. Februar 2007 ausgetragen. Es galt die Auswärtstorregel.
|                     | Gesamt    |                 | Hinspiel | Rückspiel |
| ------------------- | --------- | --------------- | -------- | --------- |
| Deportivo La Coruña | 5:2       | Real Valladolid | 4:1      | 1:1       |
| FC Sevilla          | 1:0       | Betis Sevilla   | 0:0      | 1:0       |
| FC Barcelona        | (a)2:2(a) | Real Saragossa  | 0:1      | 2:1       |
| FC Getafe           | 3:1       | CA Osasuna      | 3:0      | 0:1       |

## Halbfinale
Die Hinspiele wurden am 18. und 19. April, die Rückspiele am 9. und 10. Mai 2007 ausgetragen. Es galt die Auswärtstorregel.
|                     | Gesamt |            | Hinspiel | Rückspiel |
| ------------------- | ------ | ---------- | -------- | --------- |
| Deportivo La Coruña | 0:5    | FC Sevilla | 0:2      | 0:3       |
| FC Barcelona        | 5:6    | FC Getafe  | 5:2      | 0:4       |

## Finale
| FC Sevilla                                          | FC Sevilla | FC Getafe | FC Getafe |
| --------------------------------------------------- | --- | --- | --------- |
| FC Sevilla                                          | \| 23. Juni 2007 in Madrid (Estadio Santiago Bernabéu) \| \| Ergebnis: 1:0 (1:0) \| \| Zuschauer: 80.000 (ausverkauft) \| \| Schiedsrichter: Rodríguez Santiago \|                                                                                          | \| 23. Juni 2007 in Madrid (Estadio Santiago Bernabéu) \| \| Ergebnis: 1:0 (1:0) \| \| Zuschauer: 80.000 (ausverkauft) \| \| Schiedsrichter: Rodríguez Santiago \| | FC Getafe |
| FC Sevilla                                          | Andrés Palop – Dani Alves, Javi Navarro , Julien Escudé, Ivica Dragutinović – Jesús Navas, Christian Poulsen, Renato (79. José Luis Martí), Antonio Puerta (75. Duda) – Luís Fabiano (48. Alexander Kerschakow), Frédéric Kanouté Cheftrainer: Juande Ramos | Luis García – Cosmin Contra (84. Sergio Pachón), David Belenguer , Rubén Pulido, Javier Paredes – Mario Cotelo, Fabio Celestini, Javier Casquero, Nacho Pérez (70. Vivar Dorado) – Daniel Güiza, Manu del Moral (76. Māris Verpakovskis) Cheftrainer: Bernd Schuster ( Deutschland) | FC Getafe |
| FC Sevilla                                          | 1:0 Frédéric Kanouté (11.) | | FC Getafe |
| FC Sevilla                                          | Renato (27.), Duda (90.) | Javier Paredes (39.), Daniel Güiza (45.), David Belenguer (49.), Nacho Pérez (63.), Fabio Celestini (87.), Rubén Pulido (90.) | FC Getafe |
| FC Sevilla                                          | Frédéric Kanouté (88.) | | FC Getafe |
| 23. Juni 2007 in Madrid (Estadio Santiago Bernabéu) | | |           |
| Ergebnis: 1:0 (1:0)                                 | | |           |
| Zuschauer: 80.000 (ausverkauft)                     | | |           |
| Schiedsrichter: Rodríguez Santiago                  | | |           |